# 미즈노 기요시
미즈노 기요시(일본어: 水野 清, 1925년 2월 2일~2019년 7월 28일)는 9선 중의원 의원을 지낸 일본의 정치인이다.

## 생애
1925년 2월 2일에 지바현 인바군 도야마촌(지금의 나리타시)에서 시인 미즈노 요슈의 차남으로 태어났다. 구제 도쿄부립 제십 중학교(지금의 도쿄도립 니시 고등학교)를 거쳐 도호쿠 대학 경제학부를 졸업했다. 1951년에 일본방송협회에 입사해 경제 기자로 활동했다.
지바현 제2구를 지역구로 두고 있던 데라시마 류타로와 야마무라 신지로가 잇따라 죽으면서 1964년에 보궐선거가 시행되자 미즈노는 무소속으로 출마했지만 3위로 낙선했다. 3년 뒤 총선이 시행되자 자유민주당에 입당해 다시 입후보했고 2위로 당선됐다. 이후 굉지회에 가입했다.
1981년에 중의원 체신위원장을 맡았으며 1983년 12월에 제2차 나카소네 내각이 출범하자 건설상으로 취임해 처음 입각해 11개월을 재임했다. 1989년 6월에 우노 내각이 발족하자 자유민주당 총무회장이 되었지만 참원선에서 자민당이 대패하자 이에 대한 책임을 지고 우노는 2개월 만에 정권을 내놓았다. 이후 출범한 제1차 가이후 내각에서 총무청 장관으로 취임해 두 번째 입각을 이루어냈다.
1996년 총선에 불출마를 표명하면서 정계를 은퇴했다. 양자인 미즈노 겐이치가 지지 기반을 물려받아 지바현 제9구에 출마했지만 낙선했다. 11월에 행정 개혁을 담당하는 내각총리대신 보좌관 겸 행정개혁회의 사무국장에 기용돼 6대 개혁을 추진하는 총리대신 하시모토 류타로를 보좌했다. 특히 해외로 금이 유출되어 세금 징수액이 줄어들 것이 예상되던 「외환법」 개정안은 대장성 재무관 사카키바라 에이스케와 함께 미즈노가 주도한 것이었다. 1998년 7월에 하시모토가 총리대신에서 물러나자 미즈노도 보좌관을 사임했고 그 해에 훈1등 욱일대수장을 수훈했다. 이후 우정민영화나 특수법인 민영화 등을 주장했다.
2019년 7월 28일 도쿄도에서 사망했다. 향년 94세. 사후에 정3위로 추서됐다.

## 역대 선거 기록
|  | 12.9% |

|  | 18.1% |

|  | 15.8% |

|  | 16.5% |

|  | 14.1% |

|  | 24.7% |

|  | 29.2% |

|  | 23.3% |

|  | 25.9% |

|  | 26.7% |

|  | 19.4% |

| 전임 우쓰미 히데오 | 제47대 건설대신 1983년 12월 27일~1984년 11월 1일 | 후임 기베 요시아키 |

| 전임 이케다 유키히코 | 제8대 총무청 장관 1989년 8월 10일~1990년 2월 28일 | 후임 시오자키 준 |